# Dasineura berti
Dasineura berti är en tvåvingeart som beskrevs av Sylven 1993. Dasineura berti ingår i släktet Dasineura och familjen gallmyggor.
Artens utbredningsområde är Norge. Inga underarter finns listade i Catalogue of Life.